# Arlan
Arlan Monteiro Leocadio (Arlan) (* 25. November 1985 in Nanuque, Minas Gerais, Brasilien) ist ein ehemaliger brasilianischer Fußballspieler. Sein jüngerer Bruder ist ebenfalls aktiver Fußballspieler.

## Karriere
Seine früheren Clubs waren Clube Associassao Chapecoense de Futebol, FC Lustenau 1907, Clube Náutico Marcillio Dias, Clube Atlético Hermann Aichinger und Clube Atlético Metropolitano. Arlan ist vom FC Vaduz von seinem letzten Club für ein Jahr ausgeliehen. Er schoss sein erstes Challenge-League Tor am 11. September 2010 gegen FC Biel zum 0:4.
Arlan Monteiro war zuletzt bei AS Confianca unter Vertrag. Der Spieler absolvierte hier 16 Spiele in der Serie A, 24 Spiele in der Serie B, 25 Spiele in der Challenge League, 13 Spiele in der Ersten Liga und 2 Spiele in der Europa League.